# Judith Anna Stofer
Judith Anna Stofer (* 1959; heimatberechtigt in Mägenwil) ist eine Schweizer Politikerin (AL). Seit 2011 ist sie Mitglied des Kantonsrats Zürich.

## Leben
Stofer studierte an der Universität Freiburg und dem Institut Catholique de Paris Theologie und schloss 1988 mit dem Lizenziat ab. 2003 absolvierte sie einen MAS in Kulturmanagement an der Universität Basel. Später arbeitete sie als Selbständige im Textbereich. Seit 2017 ist sie ausserdem Gewerkschaftssekretärin für die Syndicom.

## Politik
Von 2006 bis 2020 war Stofer Mitglied der Kreisschulpflege Limmattal. 2011 wurde sie in den Zürcher Kantonsrat gewählt. Sie politisierte bis 2015 in der Fraktion der Grünen. Seit 2015 verfügt die AL über eine eigene Fraktion. Sie war von 2011 bis 2015 Mitglied der Geschäftsprüfungskommission. Seit 2015 ist sie Mitglied der Kommission für Bildung und Kultur. Seit 2019 ist sie ausserdem Mitglied der Interfraktionellen Konferenz.